# Studio 60
Studio 60 (Studio 60 on the Sunset Strip) est une série télévisée américaine en 22 épisodes de 42 minutes, créée par Aaron Sorkin et diffusée du 18 septembre 2006 au 28 juin 2007 sur le réseau NBC.
En France, la série a été diffusée à partir du 13 avril 2007 sur TPS Star.

## Synopsis
Le Studio 60 est un théâtre fictif de Los Angeles où s'écrit, se répète et se joue l'émission satirique hebdomadaire de la NBS (National Broadcasting System), Studio 60 on the Sunset Strip.
Le premier épisode commence sur le coup d'éclat du producteur de l'émission, Wes Mendell (Judd Hirsch) : à la suite de la décision unilatérale d'un producteur de la chaîne qui trouve politiquement incorrect le sketch Crazy Christians (Chrétiens Givrés), ce dernier est coupé à la dernière minute lors de la retransmission live. Wes Mendell craque et interrompt la retransmission. Il se lance alors en direct dans un monologue de près d'une minute sur la dérive politiquement correcte de ses patrons et la passivité voyeuse et malsaine que les chaînes publiques cherchent à développer chez les spectateurs. Il est finalement interrompu et renvoyé.
Jordan McDeere, la nouvelle directrice des programmes, décide alors de faire appel au scénariste Matthew « Matt » Albie et au producteur exécutif Daniel « Danny » Tripp, renvoyés plusieurs années auparavant par le directeur de la chaîne. Mais entretemps, les deux acolytes ont fait deux films de studio et remporté un franc succès. Leur accord semble compromis. Mais McDeere sait qu'elle possède un argument de poids. Elle sait que Tripp ne réalisera pas tout de suite le nouveau scénario de Albie. En effet il a été testé positif à la cocaïne par l'assureur du studio et doit rester clean, hors des studios de cinéma, pendant dix-huit mois...
Matt Albie accepte de suivre Tripp dans l'aventure, même si cela signifie pour lui un rythme infernal d'écriture (il écrit quasiment l'intégralité de l'heure et demie de spectacle hebdomadaire) et revoir son ex-petite amie, Harriet « Harry » Hayes, l'une des trois stars de l'émission, une républicaine partagée entre son militantisme chrétien et son talent de comique.

## Distribution

### Principaux
- Matthew Perry (VF : Antoine Nouel) : Matthew « Matt » Albie
- Bradley Whitford (VF : Daniel Lafourcade) : Danny Tripp
- Amanda Peet (VF : Laura Blanc) : Jordan McDeere
- Steven Weber (VF : Bruno Choël) : Jack Rudolph
- D. L. Hughley (VF : Nessym Guetat) : Simon Stiles
- Sarah Paulson (VF : Fily Keita) : Hannah Harriet « Harry » Hayes
- Nate Corddry (en) (VF : Sébastien Desjours) : Tom Jeter
- Timothy Busfield (VF : Jean-François Vlérick) : Cal Shanley

### Récurrents
- Ayda Field (VF : Laurence Sacquet) : Jeannie Whatley
- Simon Helberg (VF : Yoann Sover) : Alex Dwyer
- Nate Torrence (VF : Fabrice Trojani) : Dylan Killington
- Camille Chen (en) (VF : Jessica Barrier) : Samantha Li
- Evan Handler (VF : Emmanuel Karsen) : Ricky Tahoe
- Carlos Jacott (VF : Thierry Redler) : Ron Oswald
- Edward Asner : Wilson White
- Lucy Davis (VF : Audrey Botbol) : Lucy Kenwright
- Columbus Short (VF : Christophe Lemoine) : Darius Hawthorne
- Mark McKinney : Andy Mackinaw
- Merritt Wever (VF : Aurélia Bruno) : Suzanne
- Kari Matchett (VF : Juliette Degenne) : Mary Tate
- Wendy Phillips (VF : Marie-Laure Beneston) : Shelly Green

### Invités
- Judd Hirsch : Wes Mendell, le créateur du Studio 60 (épisode 1)
- Felicity Huffman : elle-même (épisode 1)
- Rob Reiner : lui-même (épisode 3)
- Sting : lui-même (épisode 5)
- Lauren Graham : elle-même (épisode 6)
- Christine Lahti (VF : Martine Irzenski) : Martha O'Dell
- Julia Ling : Kim Tao
- Eli Wallach : Eli Weinraub, un vétéran de l'Opération Neptune (épisode 6)
- John Goodman : le juge Robert « Bobby » Bebe (épisodes 7 et 8)
- Howie Mandel : lui-même (épisode 10)
- Corinne Bailey Rae : elle-même (épisode 10)
- Kevin Eubanks : lui-même (épisode 11)
- Masi Oka (VF : William Coryn) : lui-même (épisode 13)
- Natalie Cole : elle-même (épisode 14)
- Allison Janney (VF : Marie-Laure Beneston) : elle-même (épisode 17)
- Jenna Fischer : elle-même (épisode 18)

 Source et légende : version française (VF) sur RS Doublage et Doublage Séries Database

## Épisodes
1. Scandale en direct (Pilot)
2. Soir de première (The Cold Open)
3. Premier test (The Focus Group)
4. 90 secondes de trop (West Coast Delay)
5. Accès illimité (The Long Lead Story)
6. En fête (The Wrap Party)
7. Séjour dans le Nevada [1/2] (Nevada Day [1/2])
8. Séjour dans le Nevada [2/2] (Nevada Day [2/2])
9. Nouveaux choix (The Option Period)
10. Une émission vitaminée (B-12)
11. L'Émission de Noël (The Christmas Show)
12. Le Prix de la censure (Monday)
13. Le Dîner d'Harriet [1/2] (The Harriet Dinner [1/2])
14. Le Dîner d'Harriet [2/2] (The Harriet Dinner: [2/2])
15. Le Massacre du vendredi soir (The Friday Night Slaughter)
16. Le Miracle de quatre heures du matin (4AM Miracle)
17. L'Opéra la Scala (The Disaster Show)
18. Coup de théâtre (Breaking News)
19. Otages (partie 1) (K&R [1/3])
20. Otages (partie 2) (K&R [2/3])
21. Otages (partie 3) (K&R [3/3])
22. Une drôle de journée (What Kind of Day Has It Been)